# Hina-au-kekele
Hina-au-kekele (ali Hina-ʻau-aku; kratko ime: Hina) bila havajska dama, rojena v Tahitiju. Njen brat in mož sta bila plemič Pilikaaiea (kratko ime: Pili), vladar Velikega otoka. Njihovi starši so bili plemiči Laʻau in njegova sestra-žena Kukamolimolialoha — otroci šefa Lanakawaija, ki je bil vladar Velikega otoka. Pili in Hina so bili ustanovitelji dinastije Pili.
Otroci Pilija in Hine:
- Koa (Ko) — sin
- Hinaʻauamai[2] — hči, žena njenega brata

Pili in Hina sta prišla na Havaje, skupaj s čarovnikom, in Pili je postal novi vladar. Njegov naslednik je bil plemič Kukohou.